# Nzinga
Nzinga är ett namn som används i Afrika och Amerika. Det betyder "vacker" och används oftast som förnamn för både män och kvinnor men kan också vara ett efternamn. Det är även namnet på flera platser.

## Kända bärare
- Nzinga av Ndongo, en angolansk krigardrottning.
- Nzinga Nkuwu, som kallades João I av Kongo av portugiserna, kung till 1506.
- Nzinga Mbemba, som kallades Afonso I av Kongo av portugiserna, kung 1506-1543.
- Daniel Nzinga, svensk musiker (Panetoz)
- David Nzinga, svensk skådespelare